# Walther Dauch

Walther Dauch

Hugo Walther Dauch (* 7. Juni 1874 in Dresden; † 13. November 1943 in Kenedy in Texas, USA) war ein deutscher Kaufmann und Politiker (DVP).

## Leben und Beruf
Walther Dauch siedelte noch als Kind mit seiner Familie nach Triest um, wo sein Vater ein Importgeschäft mit Amerika und Indien betrieb. Er besuchte die Allgemeine Deutsche Bildungsanstalt in Keilhau und schloss eine kaufmännische Lehre ab. Danach diente er als Einjährig-Freiwilliger und erwarb sich als Volontär in großen Handelshäusern Frankreichs, Englands und Hamburgs weitere kaufmännische und juristische Kenntnisse, bevor er in die väterliche Firma nach Triest zurückkehrte. Diese wurde jedoch bald nach dem frühen Tode des Vaters (1894) aufgelöst.
1902 ging er nach Guatemala und gründete mit Heinrich August Schlubach, der dort Kaffeeplantagen besaß, die Firma Schlubach, Dauch & Co. als Tochtergesellschaft des Hamburger Handelsunternehmens Schlubach, Thiemer & Co und wurde deren Teilhaber. Geschäftsbereiche waren Bankwesen, Import, Export und Plantagenbesitz. 1909 bis 1915 war er zudem Präsident der Verapaz-Eisenbahn in Guatemala, Aufsichtsrat mehrerer Aktiengesellschaften in Zentralamerika und unternahm große Reisen in Nord-, Mittel- und Südamerika. Nach Ausbruch des Ersten Weltkrieges und dem Tod Heinrich August Schlubachs 1914 kehrte er nach Hamburg zurück und wurde Geschäftsführer des Mutterhauses Schlubach, Thiemer & Co in Hamburg.
Im März 1918 wirkte er zusammen mit Eric Schlubach und einem Kreis weiterer Hamburger Auslandskaufleute bei der Veröffentlichung der „Hamburger Vorschläge zur Neugestaltung des deutschen Auslandsdienstes“ mit, um die Bedingungen für den Hamburger Außenhandel, der durch den Krieg stark geschädigt worden war, zu verbessern. Da nach Ansicht der Verfasser das deutsche Militär, der Handel und die Industrie für die feindliche Gesinnung eines Großteils der Welt gegenüber Deutschland nicht verantwortlich sein könnten, sei die Schuld bei der fehlerhaften Politik des Auswärtigen Amtes zu suchen. Angesichts der traditionell gute Handelsbeziehungen zu Lateinamerika wurde gefordert, durch eine verbesserte deutschen Kulturpropaganda, wie sie zum Beispiel das Ibero-Amerikanische Institut zu Hamburg für die iberische Halbinsel und Südamerika betrieb, einen erneuten Aufschwung des Außenhandels zu bewirken. Daher sollten die Regierung und ein neuorganisiertes Auswärtiges Amt auf eine derartige Kulturpropaganda mehr Wert legen.
Am 11. Juni 1931 wurde die von ihm mitgeführte Firma Schlubach, Thiemer & Co. zahlungsunfähig und meldete Konkurs an.

## Politik
Am 12. März 1919 hielt Dauch im Rahmen einer Kundgebung im Circus Busch in Hamburg eine Rede zugunsten des Freihandels. Bei der Reichstagswahl 1920 wurde er als Abgeordneter Hamburgs für die DVP in den Reichstag gewählt, dem er über in fünf Wahlperioden angehörte. Ein Jahr später wurde er zudem in die Hamburger Bürgerschaft gewählt. Er gehörte der Bürgerschaft bis 1927 an.
Nach dem ersten Durchgang der Reichspräsidentenwahl 1932, schied er am 31. März 1932 – noch vor Ablauf der Wahlperiode – aus dem Reichstag aus. Danach war er überwiegend beratend tätig. Unter anderem wurde er Mitglied der Kaiser Wilhelm-Gesellschaft zur Förderung der Wissenschaften.
1937 setzte er sich in enger Zusammenarbeit mit dem beurlaubten Präsidenten des Oberrates der Reichsvertretung der Juden Otto Hirsch, dem Hamburger Bankier Max Warburg und dem Berliner Liberalen Julius Seligsohn durch ein am 18. Juni 1937 an den Reichsinnenminister Wilhelm Frick übermitteltes Memorandum für die Interessen der deutschen Juden ein.
Noch vor Kriegsausbruch kehrte er 1939 in seine zweite Heimat Guatemala zurück, um einer Verfolgung durch das NS-Regime zu entgehen. Anfang 1943 wurde er dort auf Betreiben der USA verhaftet und gemeinsam mit seinem Schwiegersohn Carlos Hegel in das Internierungslager Kenedy (Karnes County, Texas) deportiert. Dort erlag er nach zehn Monaten einem Herzschlag.

## Werke
- Rede zur Kundgebung für den Freihandel vom 12. März 1919. Hermann Otto Persiehl Verlag, Hamburg 1920.
- Rede zum 1. Kongress der Auslandsdeutschen. In: Heinrich Siemer: Weltbund der Auslandsdeutschen, Programm zu einer Weltorganisation aller Reichsdeutschen, Auslandsdeutschen und Deutschstämmigen. Weltbund-Verlag, Hamburg 1921.
- Quousque tandem, politici? Staatspolitischer Verlag, Berlin 1922.
- Deutschlands Stellung im Welthandel. In: Wirtschaftsfragen der Zeit. Heft 6, Reimar Hobbing Verlag, Berlin 1926.
- Gedanken über die Weltwirtschaftskonferenz. In: Deutsche Stimmen. Jg. 39, Nr. 2.
- Kriegsschädenschlußgesetz [Gesetz zur endgültigen Regelung der Liquidations- und Gewaltschäden vom 30. März 1928 (RGBl. I S. 120)] und Härtefondsrichtlinien. Carl Heymann Verlag, Berlin 1928.
- Was fordert die Wirtschaft vom neuen Reichstag? Hrsg. vom Hansa-Bund für Gewerbe, Handel und Industrie. Berlin 1928.